# Oluf Rygh
Oluf Rygh, född 5 september 1833 på Stiklestad, död 19 augusti 1899 på Ulefoss, var en norsk arkeolog och historiker, bror till Karl Ditlev och Evald Rygh.
Rygh, som 1856 tog filologisk ämbetsexamen, blev 1858 universitetsstipendiat i historia, 1862 föreståndare för fornsakssamlingen, 1866 professor i historia; 1875 upprättades för honom en lärostol i nordisk arkeologi vid Kristiania universitet. 
Ryghs lärdom, flit och arbetskraft var väldiga, och hans vetenskapliga produktion svarar häremot i omfattning och betydelse. Han debuterade som historiker med att avsluta och utge Rudolf Keysers "Norges historie" (2 band, 1866–1870), "Efterladte skrifter" (2 band, 1866–1867) och "Samlede afhandlinger" (1868). 
Sin största förtjänst inlade han dock som banbrytare för den förhistoriska arkeologien i Norge. Med mönstergill systematik och överlägsen kritik ordnade och katalogiserade han universitetets fornsakssamling, som på hans tid ökades från omkring 2 800 till nära 20 000 nummer. 
Detta möjliggjordes inte minst genom de många, av honom själv igångsatta och ledda utgrävningarna, bland annat 1867 av det första funna vikingaskeppet, Tuneskeppet, i Smaalenene. Vad den yngre järnåldern angår, torde de av honom åstadkomna och beskrivna samlingarna ha varit de rikaste i de nordiska länderna. 
Flera av Ryghs arkeologiska verk är av grundläggande betydelse, så till exempel Den ældre jernalder i Norge (1869) och Den yngre jernalder i Norge (1877), bägge i "Aarbøger for nordisk oldkyndighed og historie". Monumental rang har hans Norske oldsager (1880–1885), som länge förblev ett huvudverk i norsk och nordeuropeisk förhistoria. 
Ryghs "monumentum ære perennius" är likväl hans imposanta verk på ortnamnsforskningens område Norske gaardnavne, som knappast har sitt motstycke i något annat lands litteratur, en verklig guldgruva för norsk topografisk och kulturhistorisk forskning. 
Av detta upplevde han själv blott utgivningen av den allmänna inledningen om norska ortnamn och de två första banden (om Smaalenene och Akershus fylke, 1898); men hela manuskriptet (17 band), ett band för vart amt, förelåg i det närmaste tryckfärdigt från hans hand och utgavs på offentlig föranstaltning av hans bror Karl Rygh med flera. 
Värdefulla efterlämnade arbeten av honom var också Gamle personnavne i norske stedsnavne (1901) och Norske elvenavne (utgiven med bifogade förklaringar av Karl Rygh 1904). I alla dessa verk utreds namnen historiskt från sitt första uppträdande ned genom tiderna och får sin språkliga förklaring. 
Ryghs alltid mycket ingående och upplysande "förteckning" över fornsaksmuseets årliga tillväxt är offentliggjord i Aarsberetning fra Foreningen til norske Fortidsmindesmærkers Bevaring (1866–1899), som därjämte meddelar flera viktiga uppsatser av honom, bland andra Gamle bygdeborge i Norge (årgång 1882). 
Rygh var medlem av en mängd lärda samfund i skilda länder, bland annat av Vitterhets-, historie- och antikvitetsakademien (från 1880) och, som hedersledamot, av Svenska fornminnesföreningen (1896).